# Chautagne (AOC)
Le chautagne, ou vin de Savoie Chautagne, est un vin de Savoie produit dans la Chautagne. Le cru vin de Savoie Chautagne est une dénomination géographique au sein de l'appellation d'origine contrôlée vin de Savoie depuis 1973.

## Histoire
Les premières traces écrites concernant la présence d'un vignoble sur ce terroir date du Xe siècle et proviennent des écrits de Bérold de Savoie. Cependant, il est plus que probable que les Romains pratiquaient déjà cette culture dans ce lieu. Au XVe siècle, ces vins étaient présents sur la table des comtes de Savoie. Après un glissement de terrain, le vignoble fut partiellement détruit, mais reconstitué par le roi de Sardaigne Victor-Amédée III (1726-1796). On le trouve cependant déjà à Genève sous l'Ancien Régime et probablement même dès le Moyen Âge . Jean-François Bergier précise dans son ouvrage Genève et l'économie européenne de la Renaissance que le vin de Chautagne "était le plus coûteux de tous les vins de la région; son prix de vente au détail était en moyenne double du prix du vinum patriae" . À noter qu'au XVIIIe siècle, les vins de Chautagne nécessitèrent une certification pour être commercialisés à Genève.

## Situation géographique
Situé près du Lac du Bourget, cette appellation est localisée au nord d'Aix-les-Bains. Une partie de l'appellation est implanté le long du Rhône, sur sa rive gauche, dans les communes de Chindrieux, Motz, Ruffieux et Serrières-en-Chautagne.

### Géologie
Les parcelles sont essentiellement implantées sur le flanc ouest de la Montagne du Gros-Foug, sur des sols de moraines et de grès molassiques, entre 250 et 300 m d’altitude.

### Climat
Ce terroir viticole « se distingue par un microclimat exceptionnel qui rappelle plus les vignobles méridionaux que savoyards. Protégé des vents violents et sous l’influence du lac et du fleuve, les hivers y sont plus tempérés et les étés chauds, avec peu de pluie et de neige pour la région. Avec une température annuelle moyenne de 20 °C, la Chautagne, par sa douceur, mérite bien son nom de Provence de Savoie. ».

## Vignoble

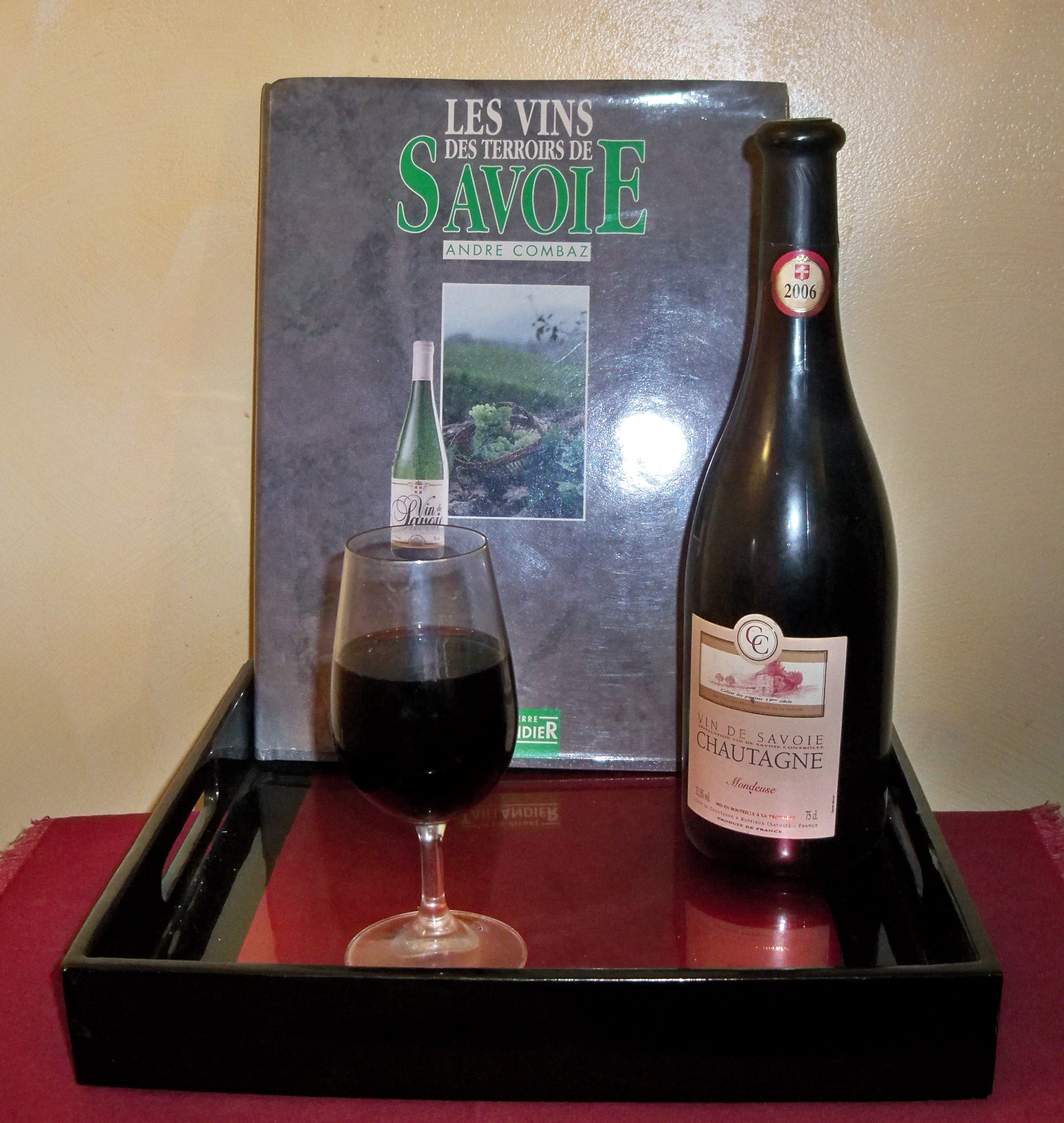
Vin rouge de chautagne

### Encépagement
Les cépages des vins rouges ou rosés sont le gamay, la mondeuse, la pinot noir, le cabernet. Les cépages des vins blancs sont le jacquère, l'altesse, le chardonnay, le veltliner.

### Terroirs et vins
Le terroir viticole de la Chautagne est situé dans le prolongement du lac du Bourget. « Ses coteaux, exposés plein ouest, s’étirent sur une quinzaine de kilomètres. Ce faciès est le résultat du creusement lié à la dépression du Val du Bourget, due à l’affrontement de deux grands glaciers : le glacier du Rhône et celui de l’Isère ». De plus, dans cet environnement, typiquement savoyard, les vignes jouissent, grâce au lac qui tempère le climat, d'une température annuelle moyenne de 20 °C, avec des étés chauds et des hivers doux.
« Les vignes sont concentrées sur le flanc ouest de la Montagne du Gros-Foug, sur des coteaux aux sols filtrants constitués de moraines et de grès molassiques, entre 250 et 300 mètres d’altitude ». Le vignoble de Chautagne produit des vins blancs à base de jacquère, roussette et aligoté, ainsi que des vins rouges chaleureux et charpentés grâce à son climat subméditerranéen. Ces vins peuvent être élaborés à base de gamay, mondeuse, pinot noir et cabernet sauvignon, soit en assemblage, soit en mono-cépage.

### Structure des exploitations
À la demande de la CEE, une enquête sur la structure des exploitations agricoles a eu lieu, au cours de l'année 1967, en Savoie. Dans ce cadre, les quatre communes de Chautagne (Chindrieux, Motz, Serrières et Ruffieux) ont été étudiées d'une façon très exhaustive. La comparaison entre cette étude et les chiffres du recensement de l'agriculture de 1970 permet d'avoir des données précieuses.
« En 1967, à Chindrieux, 90 % des exploitations viticoles ont une superficie inférieure à un hectare et 8,8 % en possèdent plus d'un hectare. Or seulement 1 % des exploitations agricoles a une superficie inférieure à cette barre de un hectare, alors que 56 % ont une superficie comprise entre 2 et 5 hectares et 22 % en ont plus de 10 hectares. Le quart de la superficie plantée en vigne est compris dans des exploitations de moins de cinq hectares et 70 % entre cinq et vingt hectares. On pourrait répéter ces chiffres pour les autres communes, ils indiquent la même tendance : peu d'exploitations viticoles, même les plus petites sont des unités spécialisées ; elles ne sont qu'une partie d'exploitations pratiquant une polyculture semblable à celle de la région ».
Cette même tendance apparaît dans les données du recensement de 1970. En Chautagne, il est notable que seulement 8 % de la superficie du vignoble appartienne à des exploitations agricoles de moins d'un hectare, à contrario, il apparaît que 59 % des vignes sont englobés dans des exploitations comprises entre 5 et 20 hectares.

### Types de vins et gastronomie
Les vins rouges conviennent aux jambons, aux crozets au beaufort, à la tourte à la viande, à la raclette, aux différents diots, aux saucisses (Montbéliard ou Morteau), au saucisson aux myrtilles, etc. Ils sont aussi parfaits sur des fromages comme le reblochon, la tome des Bauges ou la rigotte du Forez.
Quant aux blancs, ils se marient heureusement avec différents mets régionaux dont les grenouilles persillées, les tartes au gruyère ou au reblochon, le soufflé au beaufort, la fondue savoyarde, la tartiflette, etc. Ils seront parfaits en accompagnement d'une truite au bleu ou de caillettes (épinards ou blettes) ainsi qu'avec l'abondance, le beaufort, le gruyère français, le reblochon ou le chevrotin

### Liste des producteurs
- Cave de Chautagne, depuis 1952[12],
- Corentin Houillon[13]